# Catada rubricaea
Catada rubricaea là một loài bướm đêm trong họ Erebidae.